# Principe dat de vervuiler betaalt
Het principe de vervuiler betaalt (Polluter Pays Principle of PPP in het Engels) houdt in dat degenen die schade toebrengt aan het milieu de economische kosten zou moeten betalen. De verplichting tot betaling wordt niet beperkt tot de vervuilers - ook degenen die een product gebruikt waarvan de productie vervuild zou moeten betalen (principe de gebruiker betaalt, UP) te gebruiken.
Dit principe werd voor het eerst uitgesproken in een aanbeveling van de OESO in 1972, en is sindsdien gebruikt in verschillende contexten. Ook wordt het vermeld als een van de 27 principes van het Klimaatverdrag inzake milieu en ontwikkeling bij de VN-conferentie in Rio de Janeiro, 1992.